# Brunstatt
Brunstatt [bʁunʃtat] (Alsatian: Brunscht) là một xã thuộc tỉnh Haut-Rhin trong vùng Grand Est, đồng bắc Pháp. Xã này có diện tích 9,66 km², dân số năm 1999 là 6324 người. Khu vực này có độ cao trung bình mét trên mực nước biển.